# Monumento al Trabajo

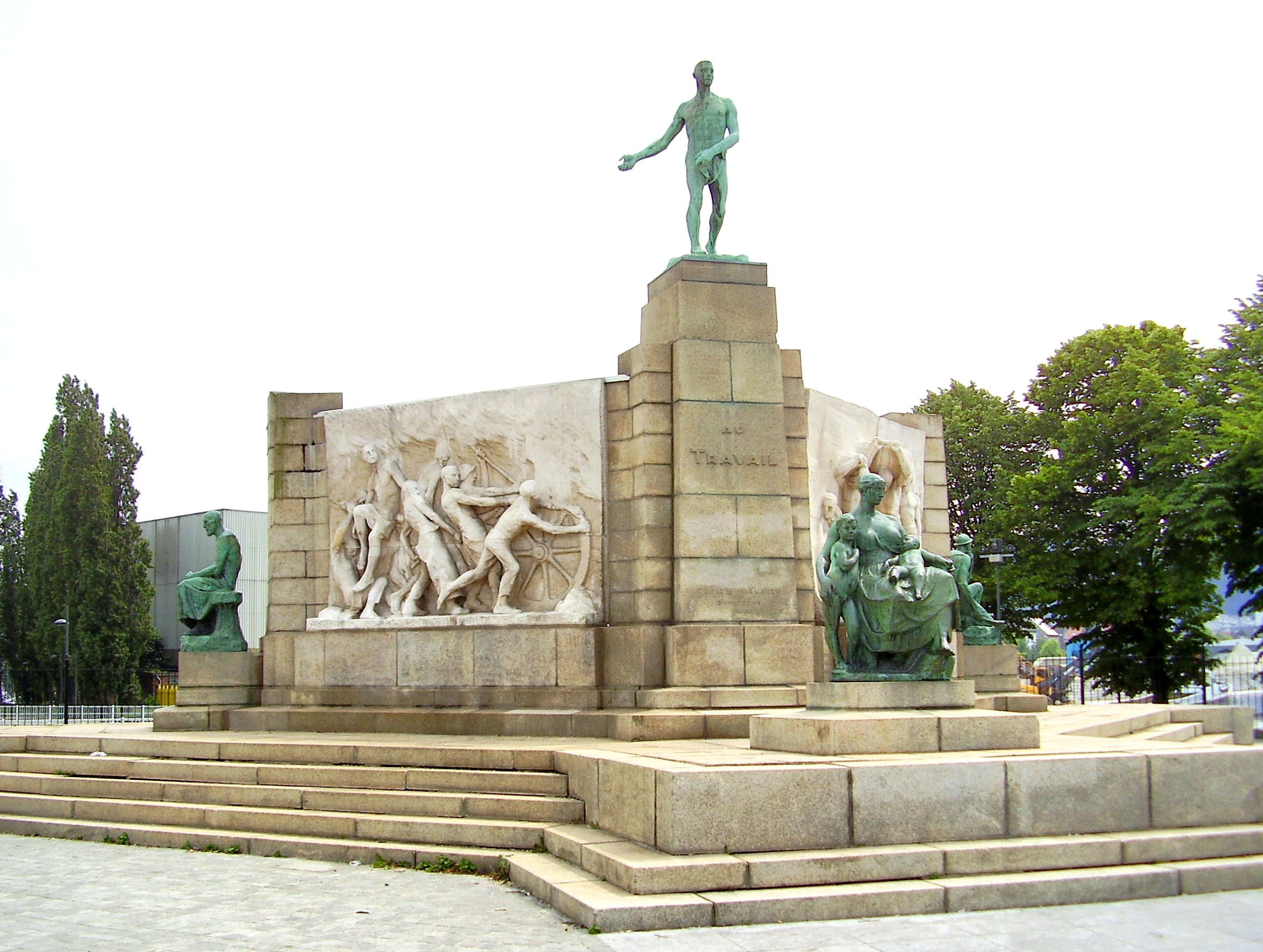
Monumento al trabajo, de Constantin Meunier.

El Monumento al trabajo (en francés: Monument au travail; en neerlandés: Monument aan de Arbeid) se sitúa en Bruselas, en el barrio de Laeken. La obra es del pintor y escultor, Constantin Meunier.
Constantin Meunier trabajó en la mina y en diferentes sectores de la industria lo que dará lugar a que más tarde plasme en la escultura todas sus vivencias. Hizo, en concreto, un viaje a Walonia, región minera de Bélgica, que le marcó mucho y le mostró la dureza del trabajo. Desde entonces decidió crear esculturas dedicadas a temas laborales. Destacará su idealización en las obras, es decir, que les dará un toque o visión heroica
Con respecto a este monumento, fue iniciada por Meunier en 1890 (el cual muere sin terminar el proyecto). Se encarga de terminarla Mario Knauer en 1930. La temática del monumento gira en torno a la Bélgica industrial de finales del XIX. Encontramos cierta idealización lo cual resulta un tanto paradójico dado que el escultor estaba marcado por las condiciones espantosas de este tipo de trabajos. El emplazamiento escogido para la construcción del monumento es simbólico, al borde del puerto de descarga, al cual llegan mercancías procedentes de las fábricas de Charleroi y del puerto de Amberes.

## Partes de la obra
Dentro de este impresionante conjunto escultórico, podemos distinguir varias partes:
- La Maternidad: Delante del monumento se erige La Maternidad, que simboliza el futuro.

- En los tres ángulos restantes están colocados El Antepasado, el hombre de edad que representa el pasado y la tradición, El Minero, representando las minas de hulla y El Herrero para la metalurgia.

- Sobre el conjunto se erige El Sembrador, que personifica el cultivo de la tierra y la producción.

- Los bajorrelieves de los laterales hacen referencia a la industria, la mina, la cosecha y el puerto. El tratamiento de las piezas es naturalista y transmite impresión de fuerza, de dureza y divinidad.

- Datos: Q3323255
- Multimedia: Monument au Travail / Q3323255